# Jake Shields
Jake Shields (* 9. Januar 1979 in Mountain Ranch, Kalifornien) ist ein US-amerikanischer Mixed-Martial-Arts-Kämpfer, der in der Mittelgewichtsklasse kämpft. Er ist Rumble-on-the-Rock-Mittelgewichtschampion. Jake Shields ist der erste und letzte Elite-XC-Weltergewichtschampion. Außerdem ist er ein ehemaliger Shooto-Weltmeister und Strikeforce-Mittelgewichtschampion. Er hat intensiv mit Cesar Gracie trainiert und ist Mitglied des „Scrap Pack“, zu dem auch Dave Terrell, Nick Diaz, Nate Diaz und Gilbert Melendez gehören.
Shields ist der derzeitige drittplatzierte Mittelgewichtler von Sherdog und der viertplatzierte von MMAWeekly. Er ist (Stand: 2010) Sherdogs neuntplatzierter Pound-4-Pound-Kämpfer der Welt.
Im Juli 2010 verließ Shields Strikeforce und unterzeichnete einen Vertrag mit seinem neuen Arbeitgeber, der UFC. Am 23. Oktober gab er gegen Martin Kampmann sein Debüt und besiegte ihn nach Punkten.
2012 wurde er wegen Dopings für sechs Monate gesperrt.
Shields ist Vegetarier und setzt sich für die Tierrechtsorganisation PETA ein.

## Rechtsextreme Ansichten
Die ADL schrieb über Shields, er habe eine Historie, alle möglichen hasserfüllten Ideen zu verbreiten, wie z. B. Antisemitismus, die Verschwörungstheorie des Großen Austausch und LGBTQ+-feindliche Rhetorik. Seine Ansichten reichen bis hin zu einer Leugnung des Holocaust. 2022 äußerte er sich auf frauenfeindliche Weise, indem er Andrew Tate auf Twitter empfahl, man solle Greta Thunberg eine „ordentliche Tracht Prügel“ verpassen, damit sie mit ihrem „Feminismus/Klimaaktivismus-Unsinn“ aufhöre. Nach dem Terrorangriff der Hamas auf Israel 2023 wurde Shields durch antisemitische Beiträge auf X populär.